# Bubble Boy
Bubble Boy è un film del 2001 diretto da Blair Hayes. La storia è ispirata a David Vetter, e molti altri bambini come lui affetti da ADA-Scid.

## Trama
Jimmy Livingston è un bambino nato senza sistema immunitario: è quindi costretto a vivere in una bolla di plastica sterile, e per questo i suoi compagni di scuola lo hanno soprannominato Bubble Boy, Ragazzo bolla. Con l'aiuto dei suoi genitori riesce a condurre una vita difficile ma accettabile, fino a quando conosce Chloe, una ragazza molto carina appena trasferitasi accanto a casa sua. I due diventano immediatamente amici, ma un giorno Chloe annuncia di doversi trasferire alle cascate del Niagara per sposare Mark, un ragazzo che aveva sempre preso in giro Jimmy. Il protagonista decide così di costruire una bolla mobile per allontanarsi da casa e impedire il matrimonio.

## Colonna sonora
La colonna sonora è composta da diversi brani punk rock degli anni novanta, alcuni degli artisti: Blink 182 (What's My Age Again), The Offspring (Come Out And Play).